# 小倉広
小倉 広（おぐら ひろし、1965年4月15日 - ）は、日本の著述家、国家資格公認心理師、心理カウンセラー、企業研修講師。小倉広事務所代表取締役。人間塾代表理事。日本コンセンサス・ビルディング協会代表理事

## 人物
大学卒業後、株式会社リクルート入社。事業企画室、編集部、組織人事コンサルティング室課長など主に企画畑で11年半を過ごす。
その後ソースネクスト株式会社（現・東京証券取引所市場第一部4344）常務取締役、コンサルティング会社代表取締役などを経て現職。
自らの失敗を赤裸々に語る体験談と心理学の知見に裏打ちされた論理的内容、さらにはオンライン研修を知り尽くした飽きさせない腹落ちのカリキュラムで人気を博し、年300回を越える講演、研修に登壇。「一年先まで予約が埋まっている」講師として依頼が絶えない。
また著作46冊、累計発行部数100万部超のビジネス書作家であり、同時に心理カウンセラー・セラピストとして経営者、管理職、個人事業主を中心に個人面接を行っている。

## 経歴
>新潟県生まれ
- [3]1984年、新潟県立新潟高等学校卒業
- 1988年、青山学院大学経済学部卒業後、同年、株式会社リクルート入社。企画室、編集部などを経て、
- 1995年、同社組織人事コンサルティング室課長、
- 1999年、同社を退社
- 1999年、ソースネクスト株式会社（現・東京証券取引所市場第一部4344） 常務取締役就任
- 2002年、同社取締役を退任
- [4]2003年、株式会社フェイスホールディングスの代表取締役に就任
- 2003年、株式会社小倉広事務所の代表取締役に就任
- 2012年、株式会社フェイスホールディングス代表取締役を退任
- 2014年、一般社団法人人間塾の代表理事に就任。
- [5]2014年、一般社団法人日本コンセンサスビルディング協会の代表理事に就任
- 2021年、国家資格・公認心理師登録

## 著書
【2008年】
- 『上司は部下よりも先にパンツを脱げ』 徳間書店、2008年4月。ISBN 978-4198625146
- 『あたりまえだけどなかなかつくれないチームのルール』 明日香出版社、2008年11月。ISBN 978-4756912428
- 『マネジャーの基本＆実践力がイチから身につく本』 すばる舎、2008年12月。ISBN 978-4883997671

【2009年】
- 『ビジョナリーカンパニーへの教科書』 秀和システム、2009年2月。ISBN 978-4798022031
- 『あたりまえだけどなかなかできない33歳からのルール』 明日香出版社、2009年6月。ISBN 978-4756913005
- 『35歳からの生き方の教科書』 アスコム、2009年11月。ISBN 978-4776205692
- 『33歳からの仕事のルール』 明日香出版社、2009年12月。ISBN 978-4756913401
- 韓国語版『35歳からの生き方の教科書』2009年11月。

【2010年】
- 『33歳からのリーダーのルール』 明日香出版社、2010年2月。ISBN 978-4756913678
- 『課長のスキル-どんな会社でも通用する70の技』 徳間書店、2010年4月。ISBN 978-4198629366
- 『リーダーのための7つのステップ49のコツ』 日本能率協会マネジメントセンター、2010年11月。ISBN 978-4820746843

【2011年】
- 『任せる技術 わかっているようでわかっていないチームづくりのきほん』 日本経済新聞出版社、2011年1月。ISBN 978-4532316754
- 『「ビミョーな人」とつきあう技術 ことごとく期待を裏切る「あの人」の正体』 アスコム、2011年3月。ISBN 978-4776206637
- 『比べない生き方』 KKベストセラーズ、2011年4月。ISBN 978-4584123256
- 『なぜ、部下はリーダーの足を引っ張るのか？』 すばる舎、2011年4月。ISBN 978-4799100035
- 『とにかくすぐに『稼げて・動けて・考えられる社員』のつくり方』 明日香出版社、2011年9月。ISBN 978-4756914880
- 韓国語版『任せる技術』
- 韓国語版『比べない生き方』
- 韓国語版『上司は部下よりも先にパンツを脱げ』
- 韓国語版『33歳からの仕事のルール』

【2012年】
- 中国語版『任せる技術』
- 『やりきる技術 最高のパフォーマンスをあげる仕事術』 日本経済新聞出版社、2012年5月。ISBN 978-4532317911
- 『自分でやった方が早い病』 講談社、2012年5月。ISBN 978-4061385184
- 『30代で伸びる人、30代で終わる人』 PHP研究所、2012年5月。ISBN 978-4569805122
- 『折れない自分のつくり方』 フォレスト出版、2012年6月。ISBN 978-4894515123
- 『僕はこうして苦しい働き方から抜け出した 穏やかな心で生きる20の言葉』 WAVE出版、2012年7月。ISBN 978-4872905748
- 『人生を後悔しないたいめに 38歳までに決めておきたいこと』 日本実業出版、2012年8月。ISBN 978-4534049896
- 『上手にあきらめれば仕事はうまくいく 会社で働く苦しみをなくすシンプルな思考法』 幻冬舎、2012年10月。ISBN 978-4344022621
- 『心にしみる31の物語 仕事の作法・生き方の仕法 [Kindle版]』ゴマブックス、2012年10月。ASIN B009OYXD0M
- 『なぜ、上司の話の7割は伝わらないのか』 ソフトバンククリエイティブ、2012年12月。ISBN 978-4797370317

【2013年】
- 中国語版『やりきる技術』
- 『成長する人は知っている 28の小さなきっかけ』 徳間書店、2013年3月。ISBN 978-4198635442
- 『上司はキミのどこを見ているのか？』 すばる舎、2013年4月。ISBN 978-4799102404
- 『何をやってもうまくいかないあなたがたった1分で自分を変える100の方法』 中経出版、2013年5月。ISBN 978-4806147398
- 『何もかもがうまくいかないとき 心のつかえが獲れる31のヒント [Kindle版]』ゴマブックス、2013年5月。ASIN B00CYI3GLG
- 『任せてもらう技術 キミが変われば上司も変わる』 実業之日本社、2013年6月。ISBN 978-4408110059
- 『あなたの職場にも必ずいる！ 打たれ弱い部下を活かす技術』PHP研究所、2013年7月。ISBN 978-4569810492
- 『「人に頼りたくない」のも「弱みを見せたくない」のもあなたが人を信じていないからだ』青春出版社、2013年8月。978-4413038928
- 台湾語版『あなたの職場にも必ずいる！ 打たれ弱い部下を活かす技術』、013年11月
- 『はじめてのリーダー論 [Kindle版]』ゴマブックス、2013年11月。B00GSRFU8G

【2014年】
- 中国語版『僕はこうして苦しい働き方から抜け出した 穏やかな心で生きる20の言葉』2014年2月
- 『アルフレッド・アドラー 人生に革命が起きる100の言葉』ダイヤモンド社、2014年2月。ISBN 978-4478026304
- 『マンガでやさしくわかる課長の仕事』日本能率協会マネジメントセンター、2014年3月。ISBN 978-4820718932
- 韓国語版『自分でやった方が早い病』、2014年3月
- 韓国語版『何をやってもうまくいかないあなたがたった1分で自分を変える100の方法』、2014年3月
- 韓国語版『人生を後悔しないために 38歳までに決めておきたいこと』 2014年4月
- 『アドラーに学ぶ部下育成の心理学』日経BP社、2014年8月。ISBN 978-4822250300
- 『迷ったときのリーダー論 [Kindle版]』ゴマブックス、201年8月。ASIN B00MIROT6Y
- 『少し心が暖かくなる13の物語り [Kindle版]』ゴマブックス、2014年9月。ASIN B00NOGXINS
- 韓国語版『アルフレッド・アドラー 人生に革命が起きる100の言葉』2014年10月
- 『リクルートで学んだリーダーになるための７７の仕事術』ゴマブックス、2015年11月。ISBN 978-4777115945
- 台湾語版『アルフレッド・アドラー 人生に革命が起きる100の言葉』2014年

【2015年】
- 台湾語版『アドラーに学ぶ部下育成の心理学』2015年
- 韓国語版『アドラーに学ぶ部下育成の心理学』2015年
- 台湾語版『自分でやった方が早い病』2015年
- 中国語版『アルフレッド・アドラー 人生に革命が起きる100の言葉』2015年
- 『アドラーに学ぶ職場コミュニケーションの心理学』日経ＢＰ社、2014年12月。ISBN 978-4822251246

【2016年】
- 韓国語版『アドラーに学ぶ職場コミュニケーションの心理学』2016年
- 台湾語版『アドラーに学ぶ職場コミュニケーションの心理学』2016年
- 『ブレない自分をつくる「古典」読書術』日刊工業新聞社、2016年3月。ISBN 978-4526075315 【 2017年 】
- 『職場で使える伝達力』神宮館、2017年２月 ISBN 978-4860763497
- 『もし、アドラーが上司だったら』プレジデント社、2017年３月。ISBN 978-4833451123
- 『コンセンサス・ビルディング 使える！合意形成術』日本経済新聞出版社、2017年7月。ISBN 978-4532912864
- 『アルフレッド・アドラー 一瞬で自分が変わる１００の言葉』ダイヤモンド社、2017年8月。ISBN 978-4478103197  【 2019年 】
- 『任せるリーダーは実践している 1on1の技術』日本経済新聞出版社、2019年5月。ISBN 978-4532322809

## 連載
- 「なんだか最近評価が落ちてる相談室」2013年8月 - 『anan』2013年 マガジンハウス。
- 「人を育てる」 『日経MJ 』2013年2月 - 日本経済新聞社。
- 「小倉広のリーダーシップは生き様そのもの」 『Yahoo! NEWS 』2013年2月 - ヤフー株式会社。

## 寄稿・編集協力
- 「ビジョンを持って一緒に走れ！勝てるチームのつくり方」 『みずほ総合研究所経営BOOK』2009年11月号、 みずほフィナンシャルグループ。
- 「管理職の仕事とは何か」 『SMBCコンサルティングMiT』2010年3月号、三井住友フィナンシャルグループ。
- 「今こそ！読むべき本500冊-リーダーシップの専門家がお勧めする9冊」 『日経ビジネスAssocie』2010年4月号。
- 「仕事に効く！人生が変わる！すごい本」- ビジネススキル編」 『日経BPムック』2010年12月。
- 「先送り、抱え込み、つい『逃避』…『悪いクセ』の断ち切り方」 『日経ビジネスAssocie』2011年2月号。
- 「1億稼ぐ人の時間術」『プレジデント』2012年1月号。
- 「職場でやってはいけない5つの行動」『BIG TOMORROW』2012年7月号。
- 「今、オフィスでも女性の甘えられない病が蔓延？」『 anan』2012年11月号。
- 「心が強い人、しなやかな人「神様からの宿題」『PHP』2013年1月号。
- 「『仕事がおもしろくない』から脱出するヒント」『PHP Business THE21』2013年2月号。
- 「任せる技術〜部下と課長の仕事は違う」 『日経BPムック課長塾 部下育成の流儀』2013年2月。

## テレビ出演
- 『目指せ！会社の星 部下も必見！デキる課長の極意』、NHK、2011年5月7日放送